# Groupement des éditeurs de services en ligne
Pour les articles homonymes, voir Geste (homonymie).
Le Groupement des éditeurs de services en ligne (GESTE) est une association fédèrant les principaux professionnels éditeurs en ligne, notamment de grands groupes de presse écrite français.

## Histoire
Le Geste est fondée en 1988, il poursuit l'objectif de « créer les conditions économiques, législatives et concurrentielles indispensables au développement des services et éditions électroniques ».
Depuis 2004, le Geste décerne le prix Michel Colonna d'Istria, du nom de ce journaliste (1958-2002) précurseur de la presse électronique, qui fut vice-président du Geste. Ce prix récompense « un projet éditorial sur support électronique », « respectant les valeurs qu'il (Michel Colonna d'Istria) a défendues durant toute sa vie » : « la liberté d'informer, l'indépendance éditoriale, la solidarité sociale, la défense de la langue française ».

## Identités visuelles

Ancien logo du Geste